# 斯维特兰大街

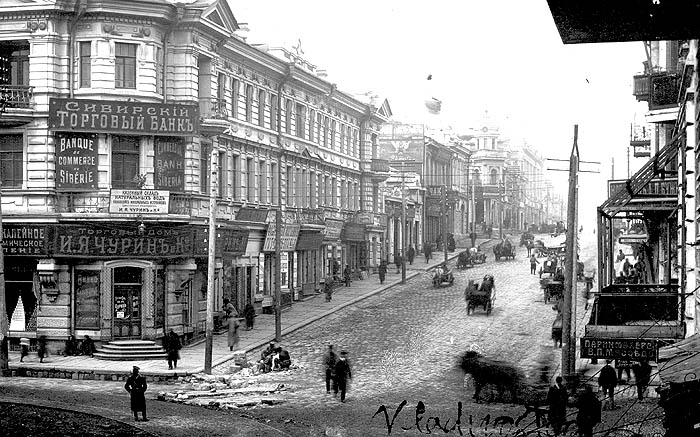
1910年斯维特兰大街旧照

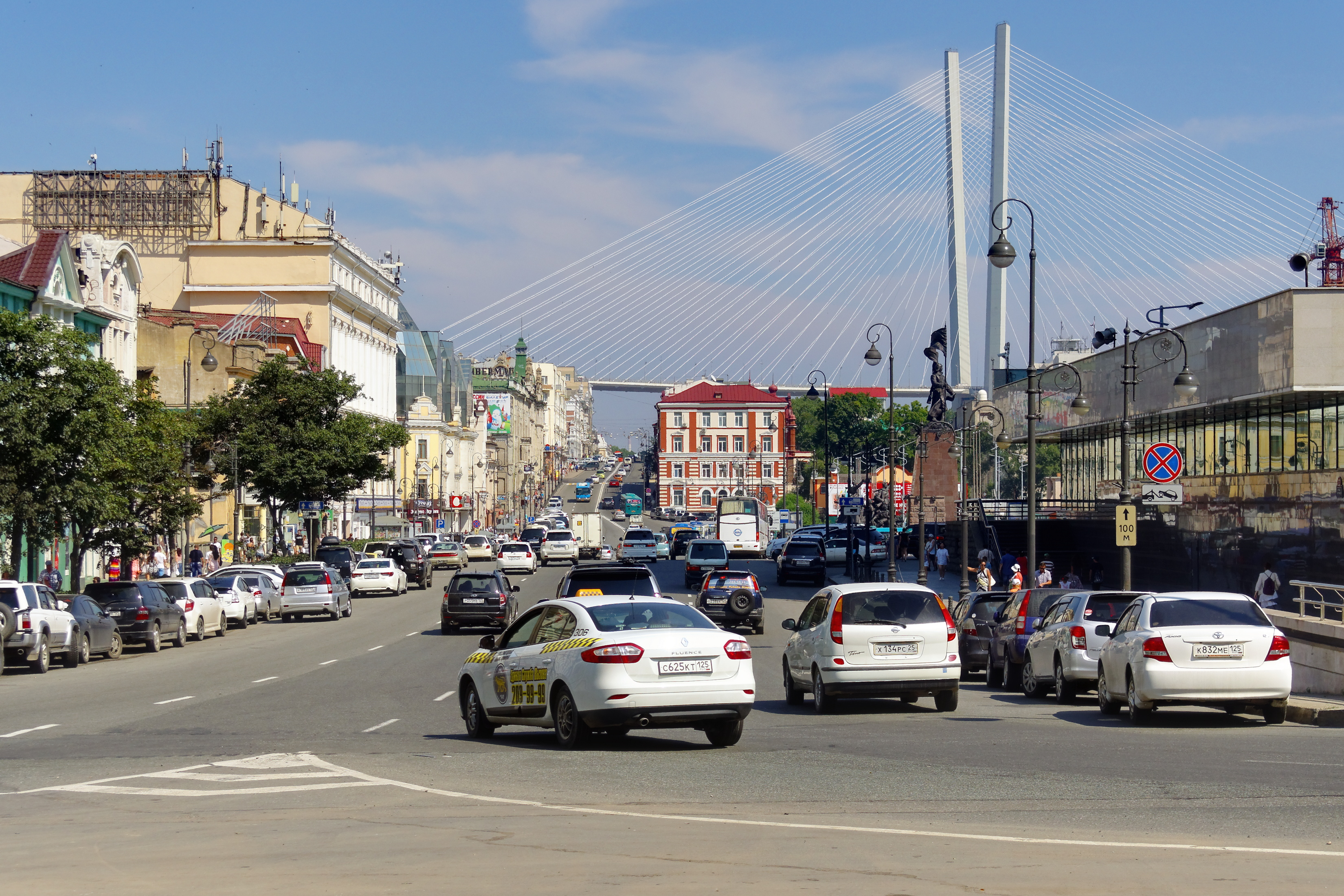
2015年的斯维特兰大街

斯维特兰大街（俄语：Светла́нская у́лица; Svetlanskaya ulitsa）是俄罗斯海参崴列宁区的一条主要街道

## 历史
斯维特兰大街原名美国大街（Amerikanskaya Street），得名于护卫舰美国号。1873年改为现名，以纪念搭载阿列克赛亚历山德罗维奇大公访问该市的斯维特兰号战舰。1860年代在沿街兴建的木质建筑，大部分在1880年代不再存在。1913年前后，沿街大兴土木：电车、百货公司、电影院、信义宗和天主教教堂，以及日本领事馆。但是在苏联时期，这条街沿线变化甚少。
这条街在苏联时期为纪念列宁而更名为列宁大街（Leninskaya）；1990年代恢复斯维特兰大街原名。